# Hasse Svensson (journalist)
Hans "Hasse" Gunnar Svensson, född 1 oktober 1938 i Stockholm, död 15 januari 2024 i Stockholm, var en åländsk journalist och skriftställare.
Svensson utbildade sig vid Journalistinstitutet i Stockholm och kom 1961 som volontär till tidningen Åland i Mariehamn. Där blev han redaktionssekreterare 1964, redaktionschef 1970 och chefredaktör 1975. Efter en konflikt med ägarna avskedades han 1981 och övergick till den nygrundade tidningen Nya Åland, där han var chefredaktör i två perioder: 1981–1982 och 1986–1994.
Han var verkställande direktör för Östersjöfonden 1995–2000 och satt i Ålands lagting 1999–2003 för Liberalerna på Åland. Dessförinnan hade han varit ordförande för Finlands svenska publicistförbund 1984–1986 och för riksföreningen Natur och Miljö 1999–2002.
Svensson skrev flera böcker med åländsk samtidshistoria som tema, bland annat En man och hans linje (1986) om Gunnar Eklund, intervjuboken Åland från insidan – 25 röster om självstyrelsen (1997) och Algot, en obändig ålänning (1998) om Algot Johansson.
År 1972 tilldelades han Publicistpriset.